# Howard Schultz
Howard Schultz (New York, 19 luglio 1953) è un imprenditore statunitense.
È noto per essere stato presidente e amministratore delegato di Starbucks dal 1986 al 2000, dal 2008 al 2017 e come CEO ad interim dal 2022. Schultz ha anche posseduto la squadra di basket dei Seattle SuperSonics dal 2001 al 2006.
È considerato come colui che diede un significativo incremento agli utili e all'internazionalizzazione di Starbucks. L'idea di come strutturare ogni singolo punto di vendita di Starbucks, gli venne durante un viaggio effettuato a Milano in cui entrò in contatto con la tradizione del bar italiano come punto di incontro.
Il 16 marzo 2022 Starbucks ha annunciato che l'attuale CEO Kevin Johnson si ritirerà e che Howard Schultz avrebbe assunto la carica di CEO ad interim. Rimarrà CEO ad interim fino a quando Laxman Narasimhan non assumerà la carica di CEO nell'aprile 2023.

## Biografia
Howard D. Schultz è nato il 19 luglio 1953 da genitori ebrei ashkenaziti, Fred ed Elaine Schultz, a Brooklyn, New York. Cresciuto nelle case popolari di Brooklyn, con tre fratelli, Schultz ha vissuto un'infanzia povera: un infortunio, infatti, immobilizzò il padre, autista di camion senza assicurazione sanitaria, privando la famiglia del reddito. La madre è invece disoccupata. Entrato alla Northern Michigan University grazie a una borsa di studio conquistata per meriti sportivi, Schultz decide in un secondo momento di non giocare a football per mantenersi all'università, ma di sottoscrivere un prestito d'onore e, per vivere, fa diversi lavori fra cui quello di barista. Schulz studia scienze della comunicazione e si laurea nel 1977, è il primo della sua famiglia ad iscriversi all'università e portarla a termine.

### Il giornale
Dopo un posto di lavoro in Xerox, dove diventa un esperto di vendite, rientra a New York. Tre anni più tardi, accetta di lavorare per Hammarplast, una società di un'azienda svedese che produce macchine per il caffè filtro, di cui diventerà vice presidente e general manager alla guida del team di venditori. Lavorando per Hammarplast, Schultz entra in contatto con Starbucks: la piccola torrefazione di Seattle, infatti, ha catturato la sua attenzione con un ordine di grosse dimensioni per caffettiere all'americana. Schultz è in costante contatto con la torrefazione e ha l'obiettivo di farla crescere, si propone quindi per lavorare con Starbucks e viene assunto come direttore marketing.
Durante un viaggio di lavoro a Milano per conto di Starbucks, Schultz ha modo di osservare la concezione italiana del bar: luogo di incontro e di relax, ma anche spazio per sè stessi, per leggere i giornali o lavorare in tranquillità; un luogo che diventa un vero e proprio tratto sociale distintivo ed una tradizione. L'imprenditore americano vede del potenziale nella concezione europea della caffetteria, e quando rientra negli Stati Uniti propone ai vertici di Starbucks di aprire un locale su questo stile. L'esperimento prende vita ma i vertici non ne sono entusiasti e manca la volontà di replicare il format, per questo Schultz decide di licenziarsi ed investire nell'idea lui stesso.
Non è un momento semplice per la famiglia Schultz, sua moglie aspetta un bambino e le risorse economiche da dedicare al progetto sono troppo poche, così l'imprenditore americano cerca investitori ma su 264 persone a cui chiede 217 bocciano la sua idea, viene aiutato da Jerry Baldwin e Gordon Bowker, ex colleghi, che prestano all'imprenditore 40mila dollari, e da un amico che contribuisce con la somma di 100mila. Nasce Il Giornale di Howard Schultz, una caffetteria di impronta italiana, con gelati e pasticceria, in cui poter passare il tempo con serenità. Il successo è lento ma costante.

### L'acquisizione di Starbucks e i primi anni

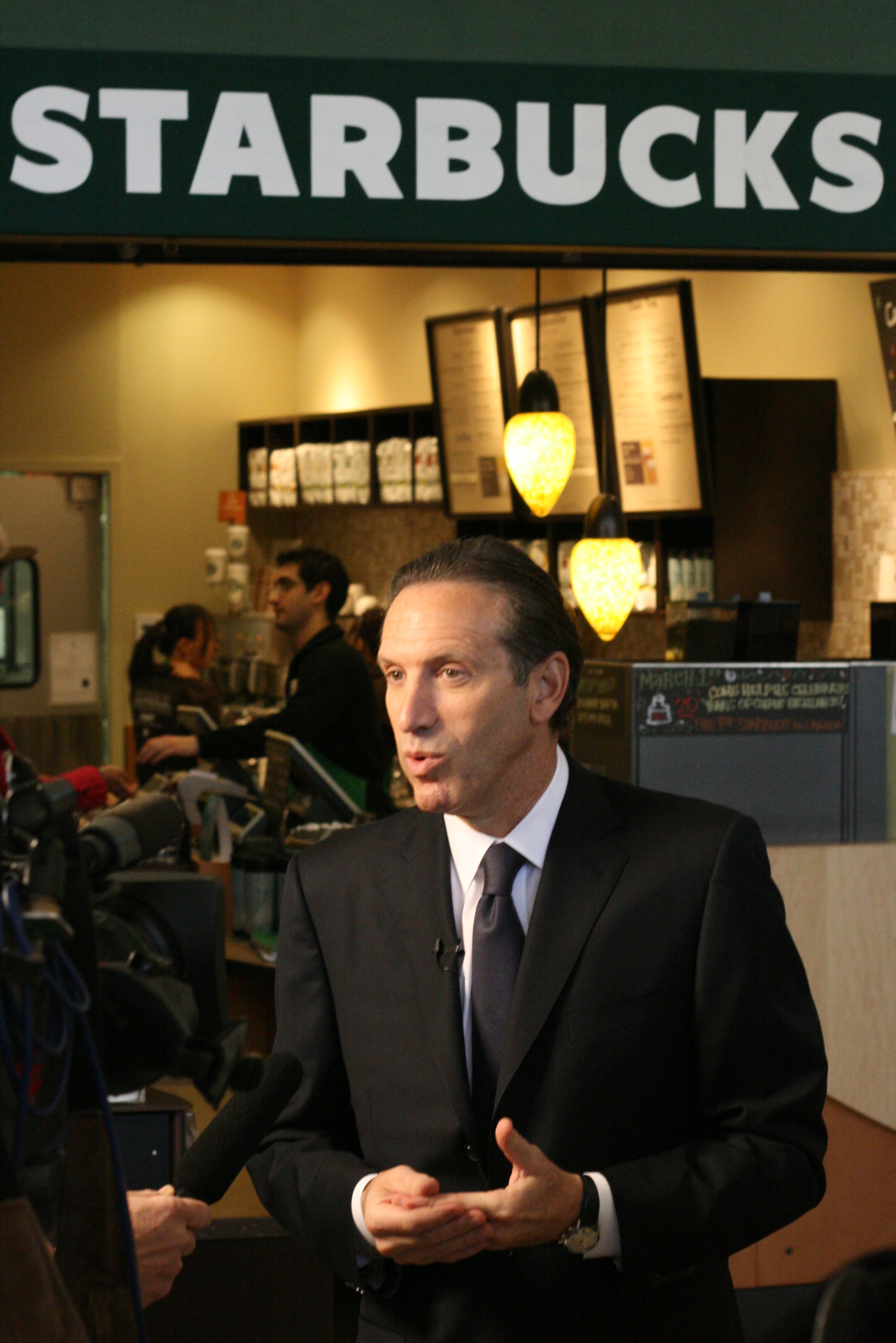
Schultz parla con la stampa sulla presenza di Starbucks in Canada, 2007

Nell'agosto del 1987, dopo due anni di attività, Il Giornale acquisisce le caffetterie Starbucks per 3,8 milioni di dollari e Schultz ne diventa amministratore. Cinque anni più tardi, con una catena di 165 caffetterie, Starbucks sbarca a Wall Street e chiude l'anno con un giro d'affari da 93 milioni di dollari. Uno dei più importanti motivi del suo successo è che viene considerata dal proprio pubblico una sorta di “third home“, ossia una “terza casa”. Un luogo di completo relax, d'evasione, l'alternativa perfetta al caffè tra le mura domestiche e quello di corsa tra una riunione lavorativa e l'altra.
Nel 1998, Schultz ha fondato la società di venture capital Maveron con il banchiere di investimento Dan Levitan. Lui e Levitan investono principalmente in start-up e fondano aziende incentrate sui consumatori, come eBay, Shutterfly e Zulily. A luglio 2014, la società di venture capital valeva 1,3 miliardi di dollari in asset under management (AUM). A luglio 2022, il patrimonio netto di Schultz era di 3,9 miliardi di dollari.

### Il nuovo millennio a Starbucks
Nel 2000 l'obiettivo aziendale è quello di replicare il successo americano di Starbucks in tutto il mondo, quindi Schultz lascia il ruolo di CEO all'interno di Starbucks per assumere quello di chief global strategist e concentrarsi sull'espansione della catena. La chiave del successo mondiale è legata infatti alle scelte di Schultz, l'acquisizione di locali storici e angoli in cui la visibilità del marchio è alta, ma anche attenzione alla cultura in loco. Starbucks apre locali in tutti i continenti e diventa parte integrante dell'immaginario collettivo, non solo come luogo di relax ma anche come immancabile prodotto cool, e come rituale chic. Parte di questo è merito delle numerosissime celebrity che sono state paparazzate con un frappuccino o con un prodotto Starbucks to go durante il loro tempo libero, una tra tutte Britney Spears apparsa in diverse foto e in quegli stessi anni al centro dell'attenzione mediatica.
Nel 2008 Starbucks intraprende un lento declino ed inizia ad avere alcune difficoltà, allarmato dai mercati e dalla situazione Schultz riprende il posto di CEO per risanare la situazione. è l'inizio di una massiva riorganizzazione aziendale ed una vera e propria modernizzazione: viene creata una divisione tecnologica, vengono istituiti dei corsi di formazione sul caffè (obbligatori per i dipendenti Starbucks) e vengono create iniziative di fidelizzazione per i clienti. Starbucks torna a crescere e inizia a interfacciarsi con i temi del nuovo millennio. L'Italia è stata l'ultima nazione in cui Starbucks si è espanso: l'apertura infatti è arrivata solo nel 2018 con il primo store a Milano in piazza Cordusio, attualmente il negozio più grande di Europa ed una vera e propria torrefazione; a seguire sono stati aperti altri punti vendita.
Nel 2018 Starbucks ha intrapreso una politica green e ha annunciato di eliminare completamente l'uso di plastica, anche per quanto riguarda le cannucce dei prodotti to go, sul fronte dell'inclusività invece annuncia l'inserimento nella copertura sanitaria dei propri dipendenti degli interventi necessari al cambio di genere per le persone transgender. Nella carriera di Schultz non mancano le polemiche: quando l'azienda è stata accusata di razzismo per aver provocato l'arresto di una coppia afroamericana in uno Starbucks di Philadelphia, Schultz ha risposto scusandosi con il grande pubblico e chiudendo 8mila esercizi per un giorno, obbligando 175mila impiegati a partecipare ad un intensivo corso di formazione sull'argomento per evitare che si ripetessero episodi del genere.
Nel 2017 Howard Schultz lascia la carica di CEO e diventa presidente di Starbucks, ma nel 2018 lascia anche la carica di presidente e annuncia il suo addio a Starbucks. Dopo l'annuncio l'imprenditore americano è stato protagonista di diversi rumors che lo vedevano come candidato del partito Democratico alle elezioni presidenziali USA del 2020, come sfidante di Donald Trump. Ipotesi che non si è poi avverata.

## Vita privata
Nel 1982 Schultz ha sposato Sheri Kersch con la quale ha due figli. Vivono nel quartiere di Madison Park di Seattle, avendo precedentemente vissuto vicino a Madrona. Schultz è un appassionato di caffè, ne beve da quattro a cinque tazze ogni giorno.
Schultz è considerato da Forbes tra le 200 persone più ricche degli Stati Uniti nel luglio 2022 con un patrimonio netto di 3,9 miliardi di dollari ed è il proprietario di "PI", un superyacht di lusso di 77 metri costruito da Feadship per 120 milioni di dollari.

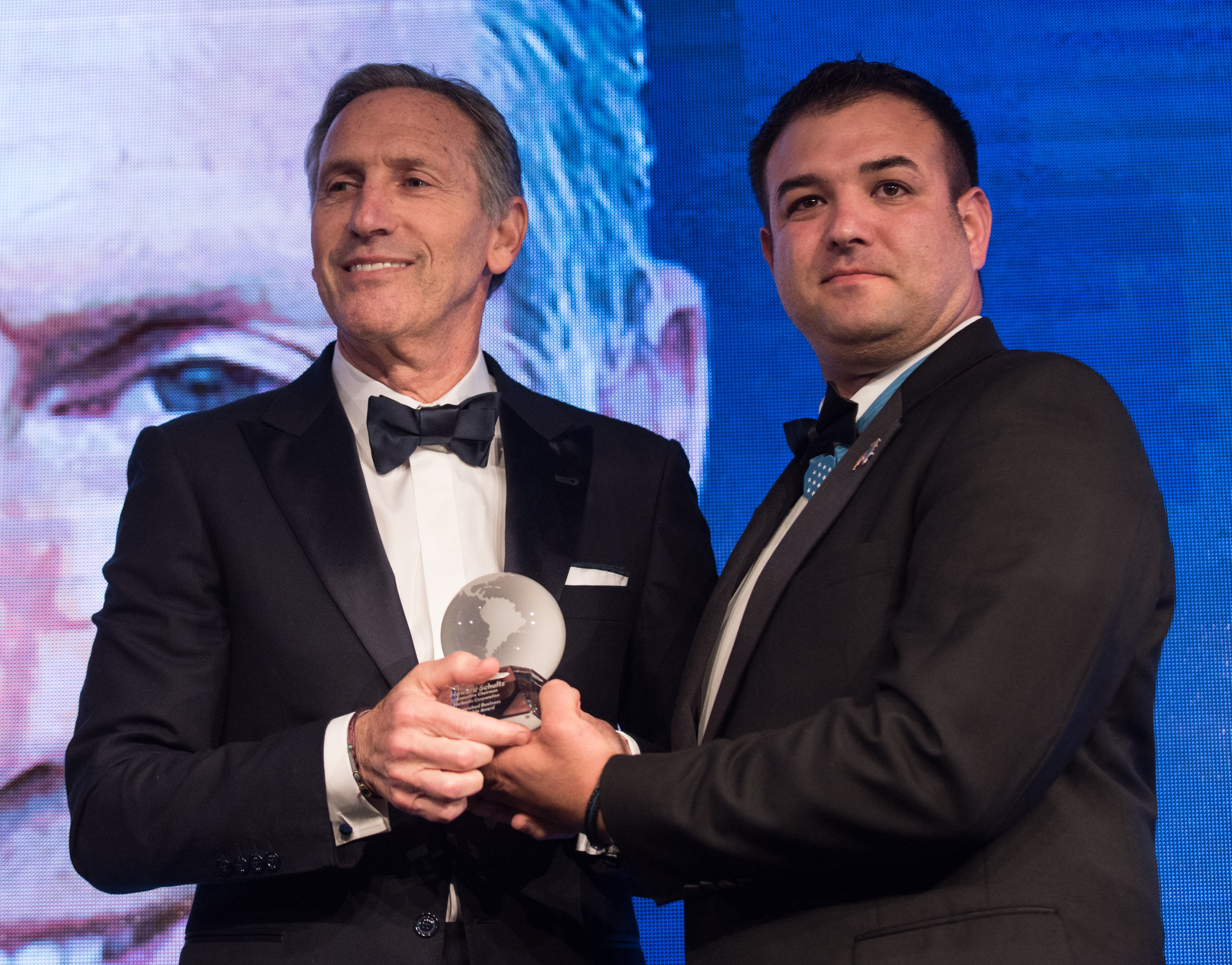
Schultz riceve un riconoscimento a Washington, 2018

Nel 1996 Howard e Sheri Schultz hanno co-fondato la Schultz Family Foundation, che sostiene Onward Youth, con l'obiettivo di promuovere l'occupazione per i giovani di età compresa tra 16 e 24 anni che non vanno a scuola e non lavorano, e Onward Veterans, che mira ad aiutare i veterani militari dopo l'11 settembre a passare con successo alla vita civile.